# Категория Люстерника — Шнирельмана
Категория Люстерника — Шнирельмана — характеристика топологического пространства {\displaystyle X} —
минимальное число {\displaystyle \operatorname {cat} X} таких замкнутых множеств, которыми можно покрыть {\displaystyle X} и каждое из которых
может быть стянуто в точку посредством непрерывной
деформации в {\displaystyle X}.
Категория имеет важное значение
для вариационного исчисления, так как она
оценивает снизу число стационарных (критических) точек гладкой функции на замкнутом многообразии. 

## Свойства
- Категория Люстерника—Шнирельмана является гомотопическим инвариантом.
- {\displaystyle \operatorname {cat} \,\mathbb {R} \mathrm {P} ^{n}=n+1}, где {\displaystyle \mathbb {R} \mathrm {P} ^{n}} обозначает {\displaystyle n}-мерное вещественное проективное пространство.
- {\displaystyle \operatorname {cat} X>\operatorname {long} X,} где когомологическая длина {\displaystyle \operatorname {long} X} определяется как наибольшее число классов когомологий положительной размерности, произведение которых отлично от нуля.

## История
Категория была введена Люстерником в 1931 при решении ряда задач,
в том числе задачи о трёх замкнутых геодезических на поверхностях, гомеоморфных двумерной сфере. 
Он же впервые вычислил её для вещественного проективного пространства. 
Позже, совместно со Шнирельманом, категория  была использована для доказательства 
гипотезы Пуанкаре о существовании трёх замкнутых геодезических на выпуклых телах.